# Get It Right
Get It Right é uma canção original interpretada por Lea Michele, atriz da série de TV musical, Glee para o álbum Glee: The Music, Volume 5. A canção foi composta por Adam Anders, Peer Astrom e Nikki Anders.
A canção debutou na tabela da Billboard juntamente com a canção Loser Like Me.